# John Rimmer
John Rimmer (født 5. februar 1939 i Auckland, New Zealand) er en newzealandsk komponist og lærer.
Rimnmer studerede på University of New Zealand (1961), University of Auckland (1963) og i Canada på University of Toronto (1972) hos bl.a. John Weinzweig.
Han har skrevet 2 symfonier, orkesterværker, kammermusik, solostykker, koncerter for mange instrumenter etc. 

## Udvalgte værker
- Symfoni nr. 1 (1968) - for orkester
- Symfoni nr. 2 "Følelsen af lyd" (1989) - for orkester
- "Til den aftalte tid" (19?) - for orkester
- Bratschkoncert (1980) - for bratsch og orkester